# Grand-duché de Berg
Pour les articles homonymes, voir Berg.
1806–1813
Entités précédentes :
- Duché de Berg, duché de Clèves, comté de la Marck, Principauté épiscopale de Münster, Dortmund, etc.

Entités suivantes :
- Royaume de Prusse (Province de Juliers-Clèves-Berg)

Le grand-duché de Berg (ou grand-duché de Clèves et de Berg) fut de 1806 à 1813 un État satellite de la France impériale, regroupant autour du duché de Berg d'innombrables principautés historiques du Saint Empire, aux confessions et traditions disparates. En tant que membre fondateur de la confédération du Rhin, le duché fit formellement sécession du Saint-Empire romain germanique le 1er août 1806. D'abord gouverné par Joachim Murat puis par Napoléon lui-même, le grand-duché, souverain de jure, devait, avec le royaume de Westphalie, servir de modèle administratif pour les autres États composant la confédération du Rhin. Le duché expérimenta de multiples réformes touchant l’administration, la justice, l'économie, sans oublier la réforme agraire. Ce fut aussi et surtout un État militaire, dont les troupes furent de toutes les campagnes napoléoniennes postérieures à 1808. Sa capitale était Düsseldorf, et le gouvernement siégeait pour partie dans l'ancien monastère jésuite, pour partie au palais du gouverneur (Statthalterpalais) de la Mühlenstrasse.
Au terme des traités passés en 1808, le grand-duché de Berg devenait frontalier de la France des 130 départements, du royaume de Hollande, de la principauté de Salm, du duché d'Arenberg-Meppen, du royaume de Westphalie, du grand-duché de Hesse et du duché de Nassau. En 1811, les Français annexèrent le pays de Berg au nord de la vallée de la Lippe, le grand-duché se trouvant désormais enclavé au nord par des « Départements hanséatiques » de la France des 130 départements : le département de la Lippe et le département de l'Ems-Supérieur.
Malgré la présence française, l'empereur échoua à entraîner l’adhésion patriotique de la population : ni la noblesse du pays, ni la bourgeoisie et encore moins les classes sociales inférieures n'appréciaient vraiment le nouveau système. Au contraire le pays, en proie aux crises économiques favorisées par le blocus continental et saigné par les incessantes levées de troupes, finit par être secoué de multiples insurrections en 1813 (« émeutes des Russaillons », en allemand Knüppelrussen), toutes réprimées militairement. À la chute du Premier Empire, la plupart des territoires du duché échurent au royaume de Prusse en conséquence du congrès de Vienne.

## Histoire

### Du règne de Murat…
Le 15 mars 1806, Maximilien-Joseph Ier de Bavière cédait le duché de Berg à Napoléon. Au terme du traité de Schönbrunn (1805), l’électorat de Bavière devait en effet échanger ce fief contre la principauté d'Ansbach. Napoléon confia le même jour à son beau-frère, le prince Joachim Murat, la souveraineté sur les duchés de Berg et de Clèves : ainsi, Murat fut, l'espace de quelques mois, un prince du Saint-Empire. Le territoire du duché de Clèves (formant de 1795 à 1803 le reste de la rive droite du Rhin), repris à la Prusse depuis le 15 février 1806, fut rattaché au duché de Berg. Murat prit solennellement ses fonctions de duc de Clèves et de Berg à Cologne le 19 mars 1806 et se fit reconnaître comme souverain par le parlement régional à Düsseldorf huit jours plus tard. Il fit de Jean-Michel Agar, ministre-secrétaire d'état provisoire, son ministre des Finances, et le Président du conseil d'État de Berg : ce dernier, de 1806 à 1808, relaiera les directives de Murat. Pour ses brefs séjours dans la principauté, Murat fit du château de Benrath et du palais du Gouverneur, dans la Mühlenstrasse de Düsseldorf, sa résidence ; le Palais servait déjà de siège de gouvernement sous le règne des électeurs palatins.
En juillet 1806, Murat, s'appuyant sur l'Acte confédéral proclama au nom de la confédération du Rhin la sécession d'avec le Saint-Empire romain germanique. Sur la base de la reconnaissance réciproque des États signataires, il en réclama la souveraineté avec effet au 1er août 1806 et prit le titre de grand-duc conformément aux dispositions de l'article 5 de l'Acte confédéral. Quelques mois plus tard, la paix de Tilsitt, conséquence des victoires d'Iéna et d’Auerstaedt, se soldait par une extension du périmètre du grand-duché de Berg et de Clèves. Ainsi jusqu'en janvier 1808, la plupart des territoires rhénans naguère prussiens vinrent s'y agréger : l’Abbaye d'Elten, le diocèse d’Essen et de Werden, le comté de La Marck avec Lippstadt, la principauté épiscopale de Münster, la principauté de Rheina-Wolbeck, le comté de Salm-Horstmar, les comtés de Tecklenburg, de Rheda, de Lingen, le diocèse de Cappenberg, l’ex-ville d'empire de Dortmund ainsi que le district de Nassau autour de Siegen et Dillenburg. La ville de Wesel sera, elle, rattachée en 1808 à la France : ses fortifications massives assuraient le contrôle du grand-duché.

### …au gouvernement centralisé de Napoléon

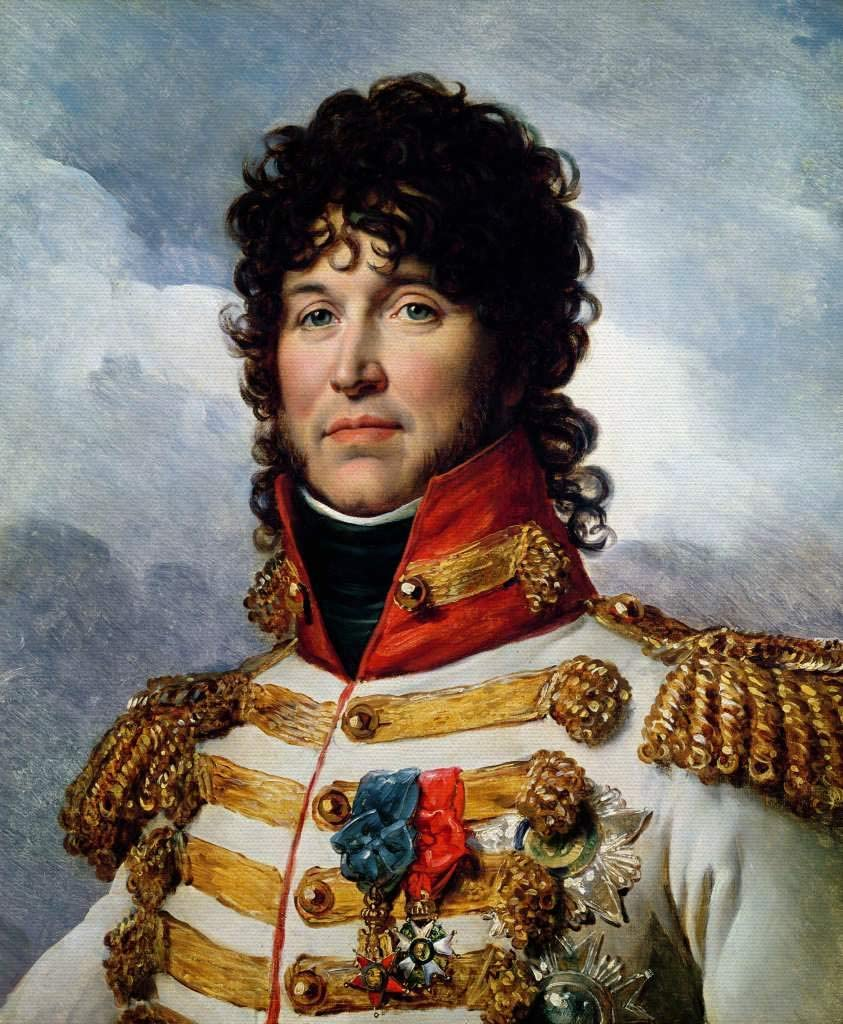
Joachim Murat, Grand-duc de Berg de 1806 à 1808, en uniforme de cavalier hessois.

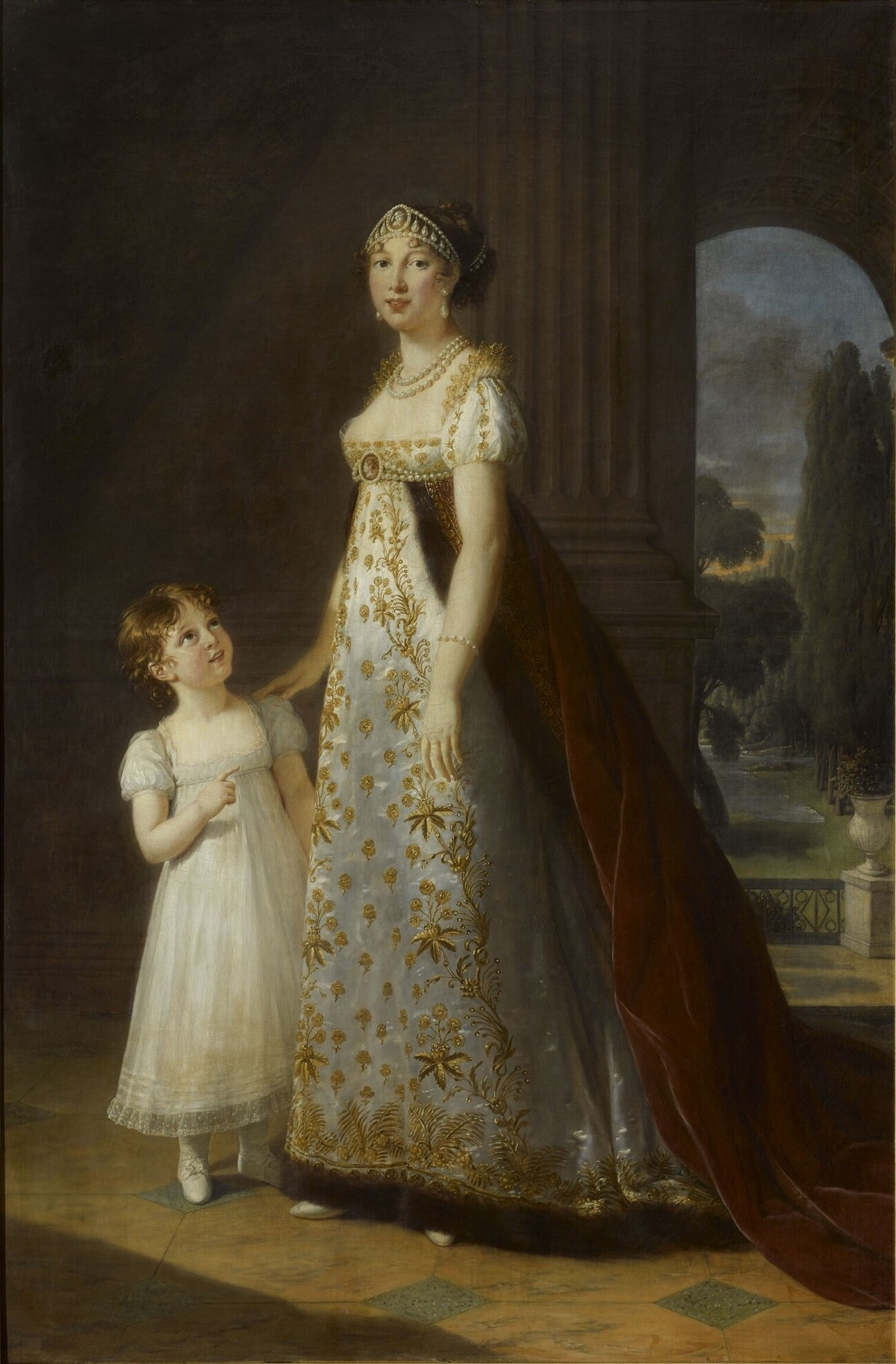
La grande-duchesse Caroline, sœur de Napoléon, avec sa fille Laetitia (1807).

Napoléon, grand-duc en titre de 1808 à 1809, puis régent de Berg de 1809 à 1813, prince protecteur de la confédération du Rhin de 1806 à 1813 : Dès la Campagne d’Égypte, je voulais conquérir Düsseldorf…

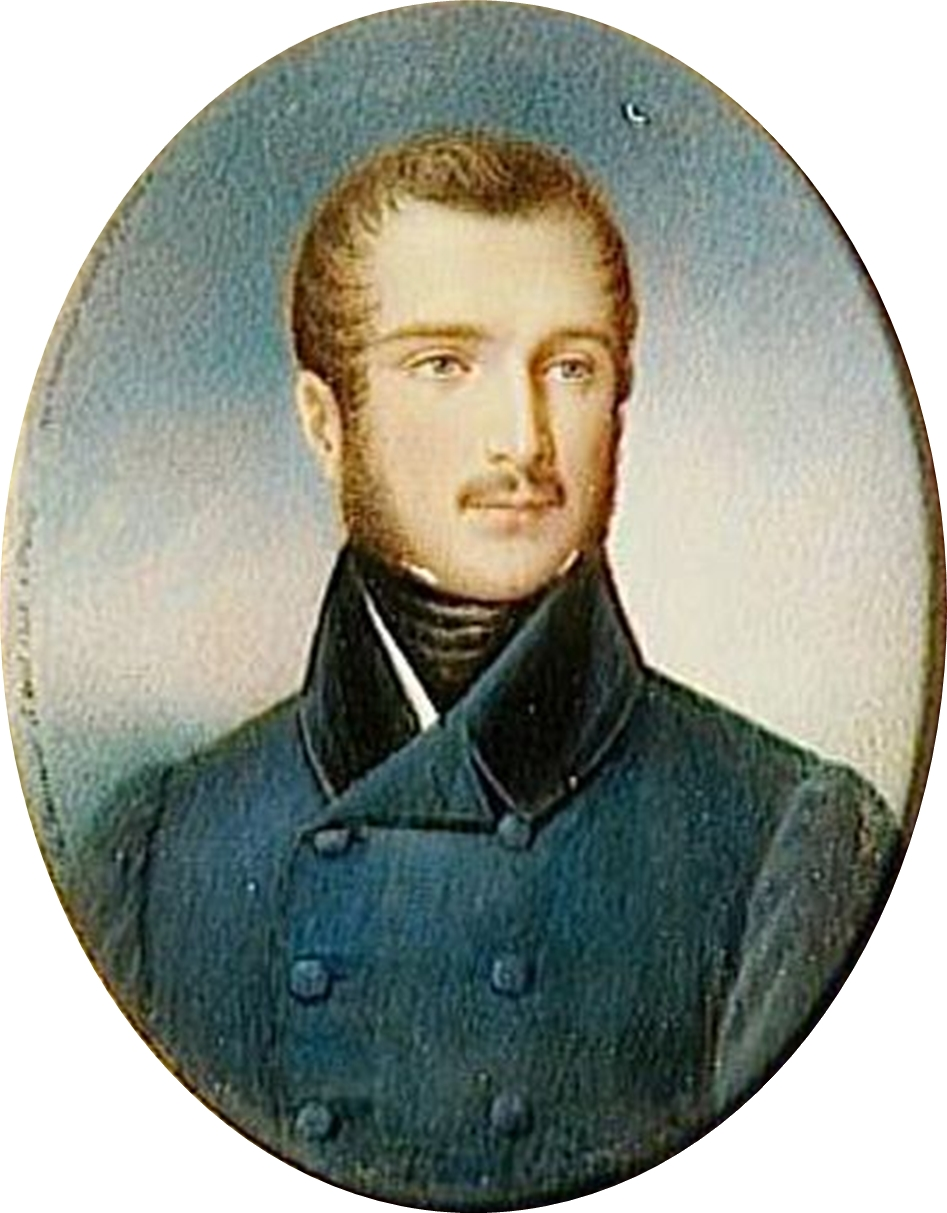
Napoléon-Louis Bonaparte, grand-duc de Berg entre 1809 et 1813.

Au terme du Traité de Bayonne du 15 juillet 1808, Napoléon éleva Joachim Murat au rang de roi de Naples, reprenant ainsi le grand-duché en union personnelle avec l'Empire français. Cette union personnelle rendait possible une annexion de fait, l'annexion étant « en droit » impossible d'après les dispositions de l’Acte confédéral. Pierre-Louis Roederer exerçait les fonctions de ministre des Affaires du grand-duché de Berg près le gouvernement impérial à Paris. Il correspondait en permanence avec le commissaire impérial Jacques Claude Beugnot, directeur du gouvernement ducal en poste à Düsseldorf. Ainsi, le gouvernement local n'avait pratiquement aucun rôle politique,. Au mois d'avril 1808, le grand-duché de Berg atteignit sa superficie maximum.
Le 3 mars 1809, Napoléon fit d'un de ses neveux, Napoléon Louis Bonaparte, âgé de seulement quatre ans, le grand-duc de Berg. Ce frère du futur Napoléon III était l'aîné des fils du roi de Hollande. Comme Napoléon-Louis n'était pas majeur et que Napoléon se refusait à abandonner la régence à son frère Louis, par suite de leur désaccord sur le maintien du blocus continental, l'Empereur préféra assurer lui-même cette charge.
Au terme de l’abdication du roi de Hollande le 1er juillet 1810, le grand-duché de Berg se trouva l'espace de quelques jours sous le régime d’union personnelle avec le royaume de Hollande, puisque par suite de l'abdication de son père, le jeune duc de Berg devenait roi de Hollande en titre. Cette situation prit rapidement fin avec l'annexion de la Hollande par la France le 9 juillet 1810. L'indépendance factice du grand-duché de Berg resta préservée jusqu'au 13 décembre 1810, date à laquelle le Sénat décréta de renforcer le blocus continental en annexant les territoires du nord de la vallée de la Lippe à la France.
En 1811, Napoléon visita le grand-duché et sa capitale Düsseldorf afin de tenter d'apaiser, par des entrevues en tête-à-tête avec les élites politiques et économiques du pays, les dissensions croissantes entre les Allemands et l’Administration. Pour rallier la population à la France et à sa propre personne en tant que régent du pays de Berg, il fit organiser une foire régionale, où il parut en personne, et ordonna et finança la remise en état des fortifications de Düsseldorf, abattues depuis 1801. Cet embellissement de la ville se traduisit peu à peu, sous la direction d'architectes du pays, au premier rang desquels Maximilian Friedrich Weyhe, par la création d'esplanades, de parcs paysagers et d'un réseau de boulevards.

### Le soulèvement de 1813 et la chute du régime
Pour autant, la réforme politique n'eut, en l'espace de cinq années, qu'une portée limitée ; car contrairement à la rive gauche du Rhin, où l'organisation à la française perdura quelque vingt années, cette politique nouvelle ne trouva que peu d'adhérents parmi le peuple. Tandis que la réforme agraire attisait l'opposition de la noblesse du pays, la masse de la population demeurait en proie à la misère et aux diverses corvées. L’élite économique et financière, plutôt privilégiée par le pouvoir impérial, garda ses distances par scepticisme envers les effets du blocus continental.
La difficulté de faire de cette ancienne mosaïque de territoires une « patrie » apparaissait de plus en plus clairement au commissaire impérial Beugnot : le grand-duché demeurait, en effet, une entité composite. Avec la retraite de Russie, l'hostilité envers l'occupant français commença de paraître au grand jour. Les autorités françaises n'ignoraient pas que les fonctionnaires du comté de la Marck restaient secrètement fidèles au roi de Prusse et entretenaient des relations avec son ministre, le baron vom Stein. La levée en masse de 1813 acheva de soulever le pays. Parties de Ronsdorf, les émeutes gagnèrent de plus en plus de régions : Solingen, Velbert, Wipperfürth, Elberfeld, Hagen, Gummersbach et enfin Herborn. Les difficultés économiques avaient une part importante dans cette révolte, qui fut l'un des premiers mouvements insurrectionnels contre l'autorité française en terre allemande. Les autorités en place ne pouvaient plus se maintenir que grâce aux militaires. Elles reçurent le renfort d'un contingent du royaume de Westphalie, commandé par le prince-héritier Florentin zu Salm-Salm,.
Peu après la bataille de Leipzig, le grand-duché factice sombra dans l'anarchie. Les hauts fonctionnaires français firent main basse sur le Trésor et quittèrent l'Allemagne. Le 10 novembre 1813, l'avant-garde alliée, commandée par le général cosaque Iouzefovitch (ru) s'empara sans résistance de Düsseldorf, et le commandant russe fut acclamé en libérateur par la population. Il fut relayé ensuite par le corps d'armée du comte de Saint-Priest et les régiments prussiens. De 1813 à 1815, le grand-duché conserva cependant une existence au moins administrative en tant que gouvernement général de Berg. En vertu de l’article XXIV de l'acte préalable du congrès de Vienne (1816), la plupart des territoires et le grand-duché échurent à la Prusse. Avec les autres possessions prussiennes des rives droite et gauche du Rhin, il donna naissance à la province de Juliers-Clèves-Berg, avec Cologne pour nouvelle capitale.
Le titre de grand-duc de Clèves et de Berg passa ainsi au roi de Prusse, Frédéric-Guillaume III, et à la maison de Hohenzollern.

## Réformes et développement local

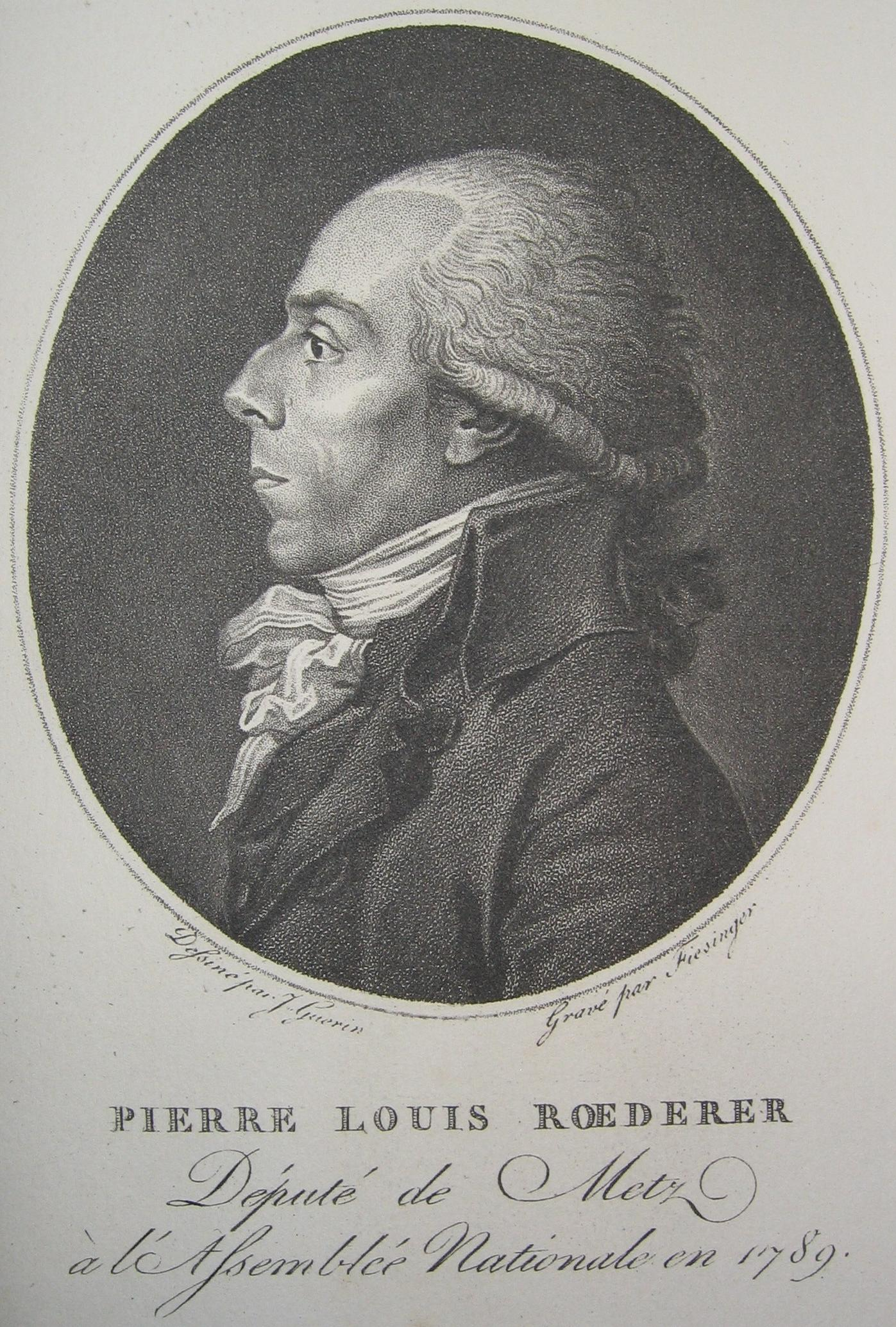
Pierre-Louis Roederer, ministre plénipotentiaire des affaires d’Allemagne, en poste à Paris.

Le grand-duché, vitrine du gouvernement français, connut plusieurs réformes dans l’administration, la Justice, le régime des cultes, etc.. Mais elles n’advinrent qu'après le remplacement de Murat, qui ne passa que fort peu de temps dans son duché, par Napoléon, en 1808. Contrairement au royaume de Westphalie, il n'y eut pas véritablement de constitution, et les réformes procédèrent plutôt de décrets autoritaires que d'une organisation de l’État. Mais si l’organisation de l’État sur le modèle français fut appliquée en une fois dans le royaume de Westphalie, on procéda plus prudemment dans le grand-duché. Le commissaire impérial à Düsseldorf, Jacques-Claude Beugnot, alertait lui-même sur le risque d'une trop grande précipitation.

### Régime juridique
Le Code civil, fondement du droit impérial, entra en application en 1810, puis même le Code pénal. Deux années plus tard, l'organisation judiciaire était totalement remodelée sur le système français : cela allait de la Procédure civile au régime notarial. Ainsi, la séparation de l’exécutif (Administration) et du judiciaire était consommée. La mise en application du Code français ne se fit toutefois pas sans quelques aménagements (à l'initiative de fonctionnaires locaux) destinés à respecter certaines spécificités régionales. Fondamentalement, l'égalité de tous devant la loi était garantie. En pratique, la mise en place de la nouvelle organisation judiciaire s'avéra délicate. Ainsi le personnel des tribunaux eut du mal à se faire aux nouveaux règlements.
En 1806, on forma une gendarmerie locale, le « corps des chasseurs », à partir de la milice de Berg et des hussards de Dillenburg.

### Structures administratives

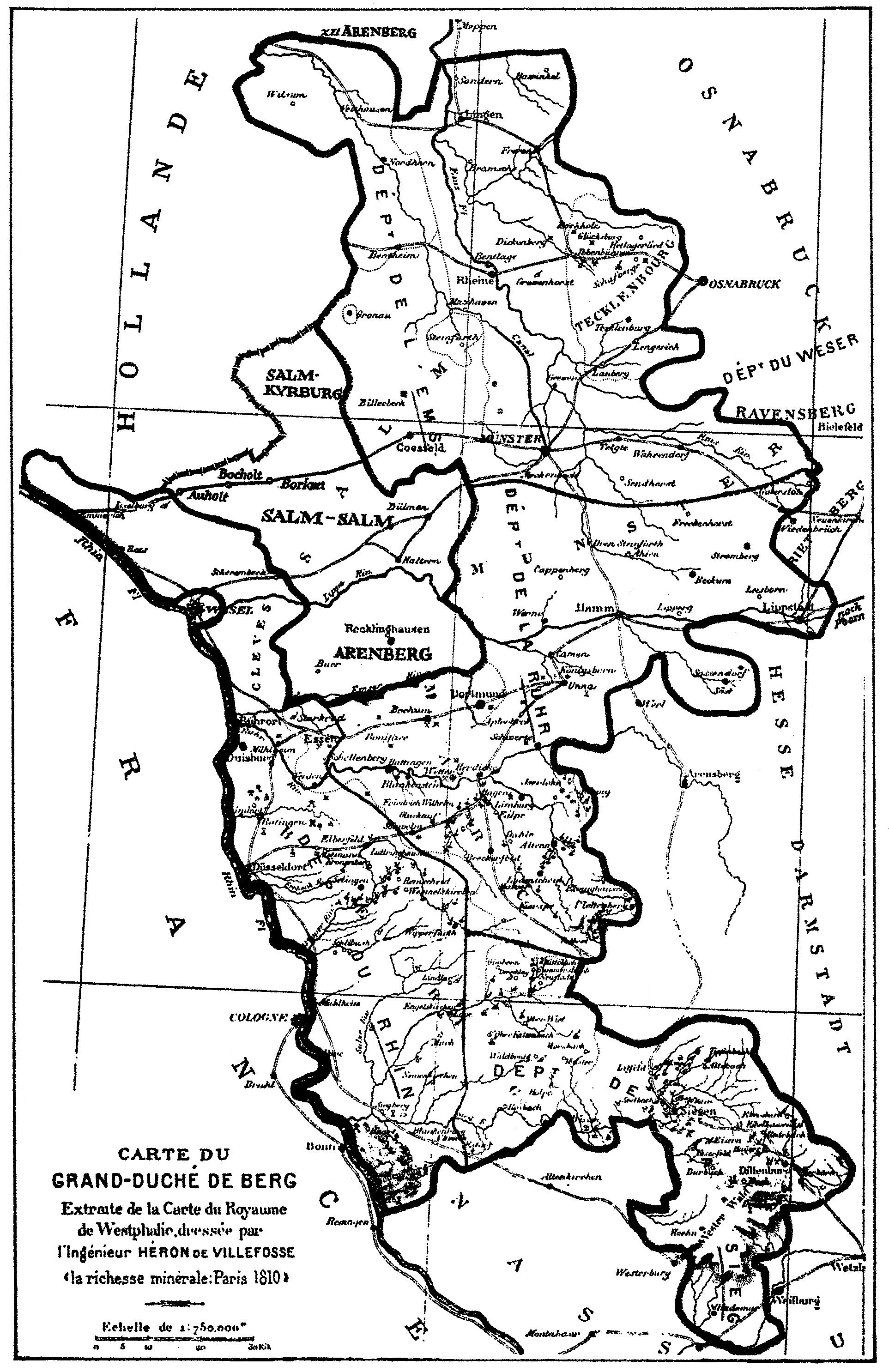
Carte indiquant les subdivisions administratives du grand-duché en 1811.

Pour assister le gouvernement et assurer l’entrée en vigueur du nouveau régime juridique, on installa un Conseil d’État, qui d’ailleurs ne reçut ce titre qu'en 1812. Il était composé de fonctionnaires des chancelleries des principautés annexées. Initialement, ce conseil fut mis sous l’autorité de Beugnot, qui ne voyait dans son existence qu'une entrave à ses prérogatives. Mais lorsqu’il s'avéra que l’application de la réforme juridique se heurtait à des difficultés, Beugnot comprit tout l’intérêt de pouvoir s’appuyer sur des spécialistes allemands du droit local. Ainsi, le Conseil d’État fut de plus en plus étroitement associé aux décisions pratiques ; et s’il ne pouvait s'opposer de front à la politique de francisation, il put du moins l’infléchir, et ainsi le droit rhénan commença à se démarquer du droit impérial français.
Mais la réforme de l’administration du duché, inspirée par le modèle français, devait être d'une toute autre portée. Il s'agissait essentiellement de centraliser les pouvoirs comme en France, en mettant un terme à l'autonomie des communes pour les subordonner à des administrations intermédiaires. Ainsi il se constitua localement une administration efficace. Elle était dirigée par des ministres : l’ex-gouverneur militaire de Cologne, le maréchal von Nesselrode-Reichenstein, en poste à Vest Recklinghausen, fut d'abord ministre de l'Intérieur, puis ministre de la Guerre et garde des Sceaux. Johann Peter Bislinger, ancien membre du directoire régional de Berg, était ministre des Finances.
Le 3 août 1806, le territoire fut une première fois subdivisé en six arrondissements : celui de Siegburg, de Mülheim-sur-le-Rhin, de Düsseldorf, d’Elberfeld, de Duisbourg et de Wesel. Puis le 4 novembre de la même année à la suite de nouvelles annexions dans le sud, on créa l'arrondissement de Dillenburg, et au nord l’arrondissement de Steinfurt. Enfin à la suite de la cession de la ville de Wesel à la France, l'arrondissement de Wesel devient celui d'Emmerich le 21 août 1808.
En novembre 1808, le duché de Clèves et Berg fut subdivisé à nouveau en quatre départements, regroupant douze arrondissements et 78 cantons. Les unités administratives élémentaires étaient les mairies. Les nouveaux départements étaient ceux du Rhin, de la Sieg, de la Ruhr et de l’Ems, ce dernier est annexé par la France en 1811. En décembre 1808, les municipalités finirent par dissoudre définitivement les bailliages, les octrois et, particularisme local, les Honnschaften des territoires annexés.
Encadrées par les administrations départementales et mises sous l'autorité étatique des préfets, les villes perdirent toute autonomie ; les petits villages furent regroupés en communes. On nomma des conseils généraux, des conseils d'arrondissement et des conseils municipaux, dont les représentants n'étaient pas élus, mais choisis par les autorités. Pour la nomination des préfets, le choix se porta sur des aristocrates rhénans. Pour les maires, dans les villes industrielles comme Elberfeld, Barmen (qui sont aujourd'hui deux quartiers du centre de Wuppertal), Mülheim an der Ruhr ou Iserlohn, le grand-duc nomma des industriels ou des négociants ; pour les communes rurales, ainsi que pour Münster, ce furent des aristocrates du pays.
Quoi qu'il en soit, les compétences des conseils étaient marginales, et ils ne se réunissaient d'ailleurs qu'une fois dans l'année. Le plus souvent, comme en France, il n'y figurait que des notables : ainsi au conseil municipal de Düsseldorf, entre 1806 et 1815, il ne siégea au total que 43 conseillers, dont 14 banquiers ou négociants, et 5 juristes. On s'y occupait surtout de parité confessionnelle. Dans une ville à majorité catholique comme Düsseldorf, les Protestants étaient représentés au conseil. Dans l'ensemble, les réformes administratives renforcèrent la prééminence des anciennes élites du pays.

### Faiblesses constitutionnelles et déficit de la Représentation

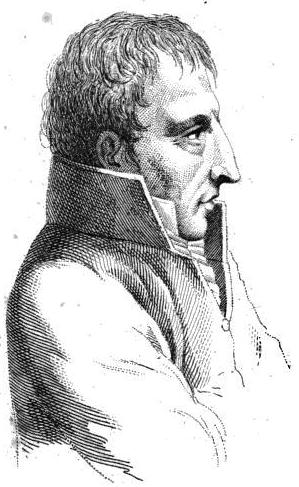
Jacques Claude Beugnot, commissaire impérial à Düsseldorf

Le grand-duché ne disposa jamais d’une constitution écrite : les émissaires français en poste s'y opposaient principalement. Napoléon lui-même ne souhaitait pas s'embarrasser d'une constitution pour la conduite de ses plans. Ainsi différents projets restèrent sans suite.
Déjà sous Murat des pourparlers s'étaient tenus à propos d'un corps de représentants allemands pour remplacer les chambres des représentants traditionnelles ; mais comme ils étaient mêlés à la revendication d'une constitution écrite, ils échouèrent pareillement. Comme, par suite de la réforme administrative de 1808, des conseillers généraux et municipaux venaient d'être nommés, les anciens États provinciaux devenaient caducs, sans que cela suscite l'indignation de la population. Ce n'est qu’après la visite de Napoléon à Düsseldorf en 1811 que la question d'une représentation populaire au niveau de l’État put être reposée. Il s'agissait dans un premier temps de réunir des chambres élues identiques à celles du royaume de Westphalie ; mais sur ce point, Napoléon se heurta à l'intransigeance du commissaire Beugnot, qui voyait des difficultés dans l'attribution d'un rôle politique à ces assemblées.
Puis en 1812 l’Empire, par un « Décret impérial portant Organisation du Conseil d'État et du Collège », autorisa l'adoption d'un statut organique, qui disposait la nomination d'un Conseil d’État et d'une représentation régionale sur la base du suffrage censitaire, mais son application prit du retard et il n'en resta que les bonnes intentions. L'élection dut être reportée à défaut d'un nombre suffisant de candidats et l'appel à candidatures n'intervint qu'au début de 1813. Après cette tentative timide, la réforme constitutionnelle ne vit jamais le jour.

### Politique culturelle et confessionnelle
La population du grand-duché était très divisée au plan confessionnel, car cet État résultait de la fusion de principautés aux croyances et à l'histoire religieuse différentes : si la Rhénanie et la région de Münster étaient majoritairement catholiques, le pays de Berg, la région de Siegen et le Sauerland de la Marck étaient majoritairement protestants. À cela s'ajoutait une minorité de confession juive, représentant environ 4 000 à 5 000 individus. La sécularisation des monastères avait d'ailleurs précédé l'occupation française. Les diocèses de Cologne et de Münster étaient vacants et leur interim était assuré par les vicaires du chapitre. Après son passage à Düsseldorf à la fin de novembre 1811, Napoléon promulgua la réorganisation des diocèses pour les faire coïncider avec les frontières administratives, et mit en place la rémunération des prêtres par l'État. Il ordonna que le château de Düsseldorf, détruit par l'artillerie française lors de la campagne de 1794, soit reconstruit pour servir d'université, avec cinq facultés ; mais cela, tout comme la création du diocèse de Düsseldorf ou la réforme de l'enseignement primaire et secondaire, ne vit jamais le jour.
Comme dans le royaume de Westphalie, la minorité juive ne bénéficia que d'une émancipation partielle : des instructions spéciales et des lettres de sauf-conduit furent transmises le 22 juillet 1808 par le ministre des Finances, fixant certaines bornes au droit de cité. Les trois décrets de 1808 (sur les noms de famille, la tenue des consistoires, le registre du Commerce), en vigueur en France, ne s'appliquaient pas dans le grand-duché. L’autorité juridique du rabbin Löb Aron Scheuer (1736-1821) fut abrogée : avec l'introduction du Code civil, les Juifs devenaient des justiciables ordinaires.

### Réforme agraire et économique

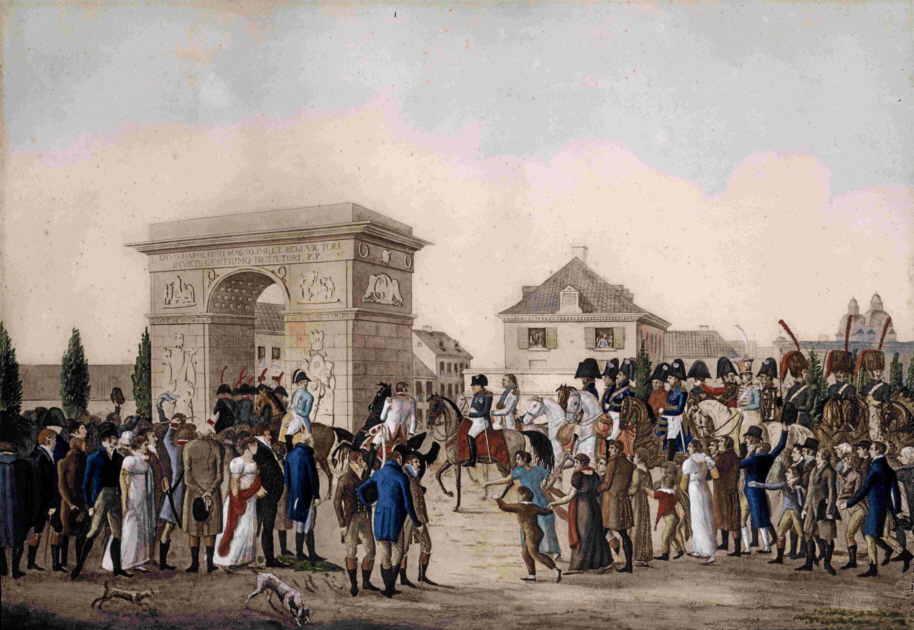
Entrée triomphale de Napoléon à Düsseldorf (1811).

Parmi les succès durables de la réforme administrative et juridique, une place particulière doit être faite à l'abrogation formelle du système féodal et à l'abolition du servage (décembre 1808), la suppression des fiefs (janvier 1809), des corporations, des banalités, des dîmes et des corvées et la garantie du droit de libre entreprise (mars 1809) : autant de réformes qui favorisèrent l'émergence d'une bourgeoisie moderne,. S'y ajoutent les réformes fondamentales de la Justice, des postes, de l'administration et de l'instruction.
La réforme agraire s'annonça d'emblée difficile. Malgré de multiples tentatives, elle échoua à substituer aux impôts et corvées une compensation sous forme de rente foncière. De nombreux décrets proclamant la fin des droits seigneuriaux demeurèrent sans effet. Finalement le grand-duché adopta le régime français de l’hypothèque : celui-ci disposait en principe qu'aux paiements se substitueraient des rentes foncières, le paysan pouvant à sa guise exploiter les terres, les vendre ou les échanger. En 1808, Napoléon promulgua le décret d'abolition du servage et l’application intégrale du code foncier aux anciens maîtres et propriétaires. Un nouveau décret, en septembre 1811, par lequel tous les titres de propriété féodaux ne relevant pas du droit privé étaient éteints. Mais la loi arrivait trop tard pour avoir encore quelque effet. De même, la noblesse ignora les injonctions qui lui étaient faites et même parvint à persuader le gouvernement, à l'aube de la campagne de Russie (1812) de geler tous les procès faits par des paysans à leurs anciens maîtres. Si la situation de la paysannerie évolua peu, les droits d'affranchissement étant prohibitifs, la réforme agraire fut pour la noblesse un coup dur porté à ses intérêts : elle voyait disparaître les droits féodaux, ses droits d'octroi et de banalité et ses privilèges fiscaux. Enfin, comme en France, les biens familiaux et fidéicommis étaient frappés de droits de succession au bénéfice de l'État.
Plusieurs paysans s'élevèrent contre l’inertie de la noblesse touchant l’abolition du servage. Ils trouvèrent leur champion en la personne d’Arnold Mallinckrodt et de son journal, le Westfälischer Anzeiger. Une délégation munie d'une pétition partit pour Paris, et fut reçue par Napoléon qui promit finalement de l'aider.

### Manufacture et industrie

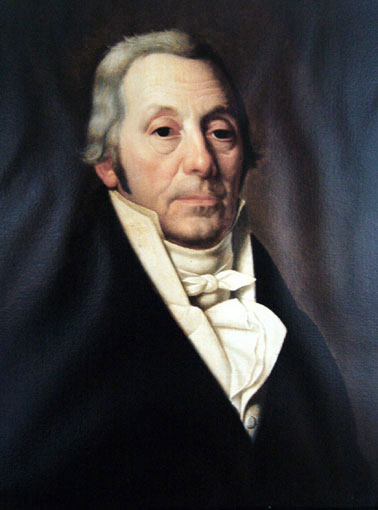
Johann Caspar Engels, négociant très impliqué dans la vie communale, renforça encore sa prospérité sous le régime du grand-duché.

Avec l’arrivée des Français, l’économie du pays connut d'abord une nette accélération. Les ressources industrielles de la Rhénanie étaient d'une très grande importance pour le régime napoléonien, la France ne s'étant à l'époque pas encore remise des conséquences néfastes de l’autarcie imposée par les guerres révolutionnaires. Et c'est pourquoi la France accorda dans un premier temps au grand-duché un tarif douanier préférentiel. Mais par la suite, l'entrée en vigueur du blocus continental frappa durement l'économie de la région, qui se trouvait artificiellement coupée des marchés français et néerlandais. Les exportations de Berg régressèrent de 55 millions de francs en 1807 à 38 millions seulement en 1812 . Plusieurs manufacturiers réagirent à cette politique en fermant leurs usines de la rive gauche du Rhin. Ainsi les entrepreneurs rhénans entendaient contraindre l'Empereur à traiter à égalité les usines du pays de Berg et celles de l'empire français, mais cette tentative échoua car la concurrence de l'industrie rhénane aurait étouffé les producteurs de France. Par ailleurs, le grand-duché profita peu des fraudes contre le blocus. Ne pouvant atteindre le marché français, les productions du grand-duché devaient trouver à s'exporter dans le reste de l'Allemagne. Mais la restriction du marché à l'hinterland continental, en particulier à la vallée du Rhin, finit par renforcer l'économie du grand-duché : ainsi le métallurgiste Friedrich Krupp put-il, avec quelques associés d'Essen, créer en 1811 (au plus fort du blocus continental, qui fermait le marché aux importations de métaux anglais) une usine sidérurgique, qui allait, trente ans plus tard, amorcer le décollage industriel du Bassin de la Ruhr.
La région de Barmen et d’Elberfeld était un grand centre d'industrie textile. Quelques années avant la création du grand-duché, la production et le conditionnement de la laine commençait à s’y développer. Alors qu'elle employait déjà environ 50 000 ouvriers, la production stagna après 1806 par suite des restrictions douanières. La métallurgie, en revanche, connut une impulsion considérable. Elle se déployait surtout dans la fabrication d’outils et de biens courants, comme la coutellerie à Solingen. Au total ce secteur, comparativement modeste, employait 5 000 ouvriers.

### Les postes de Berg
Sous la direction du receveur-général impérial du Preuil, la Kaiserliche Reichspost de Thurn und Taxis, qui jusque-là assurait l'acheminement du courrier dans le duché de Berg, fut placée en mai 1806 sous l'autorité directe du grand-duc Joachim. Du Preuil, qui dépendait directement du ministère des Finances de Berg et fut promu directeur-général des Postes, fit de ce service une administration calquée sur le modèle français, en tâchant cependant de conserver une certaine continuité de service avec la Kaiserliche Reichspost toujours active dans les autres États allemands. En 1809, les postes de Berg absorbèrent celles du duché d'Arenberg-Meppen et de la Principauté de Salm. Sur ordre de Napoléon, les colis transitant par les postes rhénanes étaient surveillés et parfois inspectés afin de veiller au respect du blocus continental.

### Militarisation

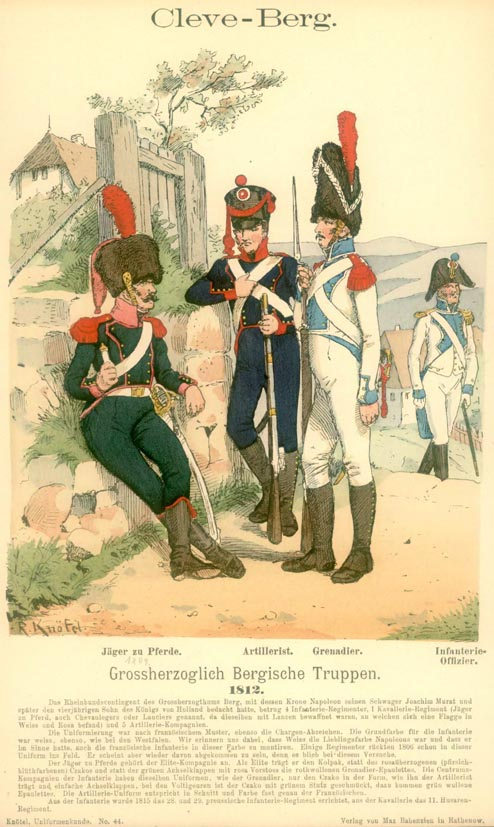
On voit ici un chasseur à cheval, un artilleur, un grenadier et (à l'arrière-plan) un officier d'infanterie (1812).

D'après les stipulations de l’acte confédéral, le grand-duché était tenu, en cas de conflit, de tenir des troupes à disposition de l'Empire et de participer financièrement à l'effort de guerre. Pour la majorité de la population, l'introduction du service militaire était une nouveauté incongrue : elle dressa graduellement les Allemands contre le régime impérial et se termina par des séries d'émeutes.
Dès 1806, un 1er régiment d’ infanterie de ligne de Berg fut stationné à Düsseldorf. En 1808, deux nouveaux régiments vinrent s'ajouter, et un quatrième suivit en 1811. À cela s'ajoutèrent un régiment d’artillerie montée, un autre d’artillerie de campagne et quelques unités spécialisées (sapeurs). Les fantassins prirent part en 1807 au siège de Graudenz puis en 1809 à la guerre contre l’Autriche. Une grosse partie des contingents rhénans participa à la campagne de Russie. Les sapeurs étaient incorporés dans l’artillerie de la Garde.

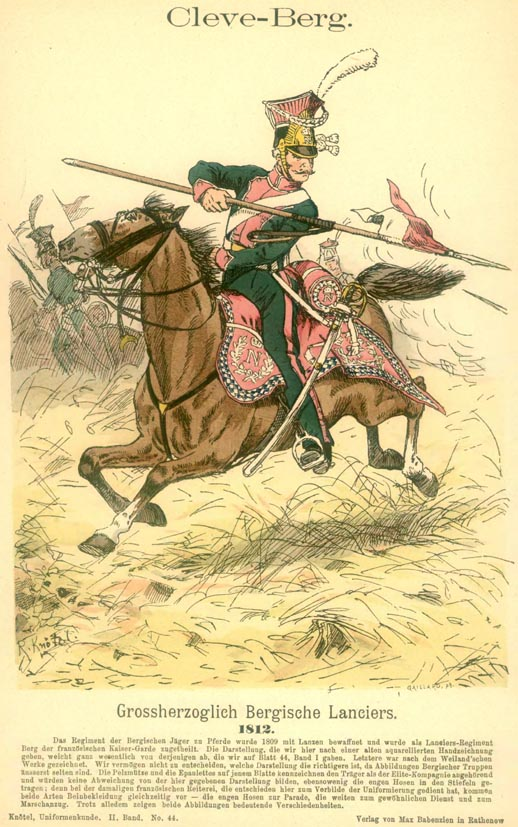
Un uhlan (1812).

Le premier corps de cavalerie voit le jour en 1807 : composé d'abord de chevau-légers, son bel uniforme est calqué sur celui des cavaliers polonais. Converti les années suivantes en corps de chasseur à cheval, il arbore ensuite l'uniforme vert de ce corps. En 1810, les cavaliers, désormais équipés de lances, sont appelés « uhlans ». Devant les succès de cette arme, Napoléon crée en 1812 un deuxième corps de cavalerie : car la cavalerie de Berg s'est imposée comme l'une des plus prestigieuses de la Grande Armée. Engagée depuis 1808 en Espagne comme unité de la Garde impériale, elle s'était illustrée lors de nombreux combats. Le gros des unités de cavalerie rhénanes furent faites prisonnières au passage de la Bérésina, et des 5 000 hommes déportés en Russie en 1813, seuls 300 furent échangés à Marienwerder en 1815.
Le pays fournissait en 1806 à l'Empire 3 000 soldats, puis en 1813 jusqu'à 9 600 hommes. Ils étaient sous les ordres du général français Damas, mais la plupart des officiers étaient allemands. Les recrues tâchaient de déserter dès qu'elles en avaient l'occasion : traquées par la Gendarmerie, elles prenaient le plus souvent la fuite par la Hollande ou le grand-duché de Hesse. Les campagnes de recrutement à Lüdenscheid et Unna déclenchèrent des insurrections. Pour s'opposer aux désertions, les contingents rhénans étaient affectés loin de l'Allemagne : de préférence en Espagne ou, plus tard, en Russie. Pour l'année 1813, les autorités ne purent enrôler que 1 200 recrues. Une partie de ces hommes, engagés à la bataille de Leipzig (1813), passèrent purement et simplement à l'ennemi.
Après la victoire des coalisés en 1814, les unités de cavalerie rhénanes sont incorporées à l’armée prussienne pour donner naissance au 11e régiment de hussards (de). Pour l’infanterie, elles forment le 28e régiment d'infanterie, et le 29e régiment d'infanterie.

## Liste des grands-ducs de Clèves et de Berg
- 25 décembre 1805-1er août 1808 Joachim Murat
- 1er août 1808-3 mars 1809 Napoléon Ier
- 3 mars 1809-3 avril 1815 Napoléon-Louis Bonaparte

## L'héritage napoléonien
Le 1er janvier 1814, le grand-duché de Berg, agrandi du canton de Gummersbach et de la commune de Friesenhagen, fut divisé en quatre arrondissements : l'arrondissement de Düsseldorf, d'Elberfeld, de Mülheim an der Ruhr et de Wipperfürth, avec un directeur à la tête de chacun d'entre eux. Contrairement aux préfets impériaux, ces fonctionnaires n'avaient aucun pouvoir de police.
L'arrondissement principal était celui de Düsseldorf, dont le directeur avait titre de directeur régional. Ce dernier assumait la direction de la caisse d'assurance contre les incendies et la présidence de l'ordre des Médecins, des affaires médicales ainsi que l'assainissement de tous les arrondissements. Le maintien de l'ordre était confié à un directeur de la police siégeant à Düsseldorf, relayé dans chaque arrondissement par un bailliage de police.
En 1822, la province de Juliers-Clèves-Berg fut regroupée avec le grand-duché du Bas-Rhin de 1815 (avec pour chef-lieu Coblence) pour former la Rhénanie prussienne.
En 1946, la moitié nord de la Prusse rhénane fusionna avec la Westphalie pour donner naissance au land de Rhénanie-du-Nord-Westphalie, Düsseldorf retrouvant ainsi un rôle de capitale régionale. Le Land actuel, par son histoire, son organisation juridique, sa situation géographique et sa capitale, est en somme l'héritier quasi-direct du défunt grand-duché de Berg.

### Sources
- (de) Cet article est partiellement ou en totalité issu de l’article de Wikipédia en allemand intitulé « Großherzogtum Berg » (voir la liste des auteurs).
- Johann Josef Scotti (Bearb.): Sammlung der Gesetze und Verordnungen, welche in den ehemaligen Herzogthümern Jülich, Cleve und Berg und in dem vormaligen Großherzogthum Berg über Gegenstände der Landeshoheit, Verfassung, Verwaltung und Rechtspflege ergangen sind. Vom Jahr 1475 bis zu der am 15. April 1815 eingetretenen König. Preuß. Landes-Regierung. 4 vol. Düsseldorf, 1821–1822
- Notice des archives de Rhénanie du Nord-Westphalie
- Justizorganisation des Großherzogthums Berg: Eintheilung des Landes, Nahmen der Justiz-Beamten, Advocaten und Notarien; de Dato au Palais de Tuileries le 17 décembre 1811. Kerschilgen, Düsseldorf 1812, sur le site de la bibliothèque régionale et universitaire de Düsseldorf
- Klaus Rob (éd.): Regierungsakten des Großherzogtums Berg 1806-1813 (= Quellen zu den Reformen in den Rheinbundstaaten, hg. von der Historische Kommission bei der Bayrischen Akademie der Wissenschaften, vol. 1), Munich, 1992